# 252-й истребительный авиационный полк
252-й истребительный авиационный полк (252-й иап) — воинская часть Военно-воздушных сил (ВВС) Вооружённых Сил РККА, принимавшая участие в боевых действиях Великой Отечественной войны.

## Наименования полка История наименований полка
За весь период своего существования полк своё наименование не менял — 252-й истребительный авиационный полк.

## Создание полка
252-й истребительный авиационный полк начал формироваться в мае 1941 года в 44 истребительной авиационной дивизии ВВС Киевского Особого военного округа в г. Винница на самолётах И-15бис и И-153.
| И-15 бис | И-153 | И-16 |

## Расформирование полка
252-й истребительный авиационный полк 17 сентября 1942 года был расформирован в 16-м зиап решением штаба Приволжского военного округа.

## В действующей армии
В составе действующей армии:
- с 22 июня 1941 года по 19 марта 1942 года;
- с 1 июля 1942 года по 30 августа 1942 года.

## Командиры полка
- майор, подполковник Кетов Александр Иванович[3], 27.07.1941 — 17.09.1942

## В составе соединений и объединений
| Период        | Фронт (округ)                 | армия               | дивизия                                       | примечание                                                                    |
| ------------- | ----------------------------- | ------------------- | --------------------------------------------- | ----------------------------------------------------------------------------- |
| 01.05.1941 г. | Киевский Особый военный округ | ВВС округа          | 44-я истребительная авиационная дивизия       | Винница, И-15бис, И-153                                                       |
| 22.06.1941 г. | Юго-Западный фронт            | ВВС фронта          | 44-я истребительная авиационная дивизия       | Не завершив формирование, вступил в боевые действия имея 15 И-15бис и 7 И-153 |
| 26.06.1941 г. | Юго-Западный фронт            | ВВС фронта          | 17-я смешанная авиационная дивизия            | И-15бис, И-153                                                                |
| 08.07.1941 г. | Юго-Западный фронт            | ВВС фронта          | 63-я смешанная авиационная дивизия            | И-15бис, И-153                                                                |
| 01.10.1941 г. | Юго-Западный фронт            | ВВС фронта          | 19-я смешанная авиационная дивизия            | И-15бис, И-153                                                                |
| 10.01.1942 г. | Юго-Западный фронт            | ВВС фронта          | 63-я смешанная авиационная дивизия            | И-15бис, И-153                                                                |
| 11.01.1942 г. | Юго-Западный фронт            | ВВС фронта          | 63-я смешанная авиационная дивизия            | И-15бис, И-153, пополнен И-16                                                 |
| 15.02.1942 г. | Юго-Западный фронт            | 40-я армия          | ВВС 40-й армии                                | 63-я смешанная авиационная дивизия расформирована                             |
| 19.03.1942 г. | Юго-Западный фронт            | 40-я армия          | ВВС 40-й армии                                | Убыл с фронта на доукомплектование                                            |
| 03.05.1942 г. | Приволжский военный округ     | ВВС округа          | 16-й запасной истребительный авиационный полк | пос. Баланда Саратовской области                                              |
| 29.06.1942 г. | Приволжский военный округ     | ВВС округа          | 16-й запасной истребительный авиационный полк | переформирован по штату 015/174 и переучен на Як-1                            |
| 01.07.1942 г. | Брянский фронт                | 2-я воздушная армия | 266-я истребительная авиационная дивизия      | Як-1                                                                          |
| 09.07.1942 г. | Воронежский фронт             | 2-я воздушная армия | 266-я истребительная авиационная дивизия      | Як-1                                                                          |
| 29.08.1942 г. | Воронежский фронт             | 2-я воздушная армия | 266-я истребительная авиационная дивизия      | Передал в другие части 3 Як-1 и 11 лётчиков и убыл в тыл на доукомплектование |
| 30.06.1942 г. | Приволжский военный округ     | ВВС округа          | 16-й запасной истребительный авиационный полк | прибыл на доукомплектование                                                   |
| 17.09.1942 г. | Приволжский военный округ     | ВВС округа          | 16-й запасной истребительный авиационный полк | расформирован                                                                 |

## Участие в операциях и битвах
- Приграничные сражения — с 22 июня 1941 года по 29 июня 1941 года
- Киевская операция — с 15 августа 1941 года по 101 сентября 1941 года[4].
- Сумско-Харьковская оборонительная операция — с 30 сентября 1941 года по 30 ноября 1941 года.
- Курско-Обоянская операция — с 20 декабря 1941 по 26 января 1942 года.
- Воронежско-Ворошиловградская операция — с 9 июня 1942 года по 30 июня 1942 года.
  - Касторненская оборонительная операция — с 28 июня 1942 года по 30 июня 1942 года.
  - Валуйско-Россошанская оборонительная операция — с 28 июня 1942 года по 30 июня 1942 года.

## Первая победа полка в воздушном бою
Первая известная воздушная победа полка в Отечественной войне одержана 09 октября 1941 года: парой истребителей (младший лейтенант Кирьянов В. А. и младший лейтенант Войтов Н. В.) в воздушном бою в районе восточнее н.п. Большое Городище сбит немецкий бомбардировщик He-111.

## Лётчики-асы полка
| Фамилия, имя отчество           | Награды | Сбито самолётов (+ в группе) | Примечание |
| ------------------------------- | ------- | ---------------------------- | --- |
| Авеков Иван Авдеевич            |         | 10 + 6                       | Лётчик полка: июнь — сент. 1941. Погиб 17 апреля 1943 г. Сбит в воздушном бою. |
| Войтов Николай Власович         |         | 5 + 2                        | Лётчик полка: июль 1941 — авг. 1942. Умер от ран 21 сентября 1942 г. |
| Кетов Александр Иванович        |         | 5 + 2                        | Командир полка. Гражданская война в Испании (1936—1939). Боевую работу вёл на И-15 с октября 1936 г. по май 1937 г. Сбитых самолётов: 2 + 1. Советско-финляндская война (1939—1940). Боевую работу вёл на И-16 в составе 25-го иап и 7-го иап. Боевых вылетов: около 150. Умер 13 апреля 1964 г.                                              |
| Кирьянов Константин Андрианович |         | 15 + 1                       | Лётчик полка: сент. 1941 — май 1942. Боевых вылетов: около 350. Погиб 27 августа 1943 г. Разбился в авиационной катастрофе. |
| Лебедев Александр Алексеевич    |         | 5 + 1                        | Лётчик полка: июнь 1941 — авг. 1942. Боевых вылетов: 152 (в 252-м иап). Пропал без вести 6 июня 1943 г. (по непроверенным данным — сбит в воздушном бою, попал в плен). |
| Панкратов Сергей Степанович     |         | 16 + 10                      | Лётчик полка: июнь — сент. 1941. Боевых вылетов: 290; воздушных боев: 53. Советско-японский конфликт на оз. Хасан (1938). Боевую работу вёл на И-15бис в составе 48 иап. Советско-финляндская война (1939—1940). Боевую работу вёл на И-153 в составе сводной авиагруппы ВВС 8 армии. Сбитых самолётов противника нет. Умер 22 января 1998 г. |
| Свиридов Тимофей Парфентьевич   |         | 7 + 0                        | Лётчик полка: июнь 1941 — сент. 1942. |

## Итоги боевой деятельности полка
Всего за годы Великой Отечественной войны полком:
| Выполнено боевых вылетов | Сбито самолётов в воздухе | Уничтожено самолётов всего |
| ------------------------ | ------------------------- | -------------------------- |
| 865                      | 15                        | 15                         |

Свои потери:
| Потеряно самолётов, всего | Погибло лётчиков всего |
| ------------------------- | ---------------------- |
| 17                        | 22                     |

## Самолёты на вооружении
| Период                  | Самолёты |
| ----------------------- | -------- |
| 01.05.1941 — 03.05.1942 | И-15бис  |
| 01.01.1942 — 03.05.1942 | И-16     |
| 01.05.1941 — 03.05.1942 | И-153    |
| 03.05.1942 — 17.09.1942 | Як-1     |